# Błonie (Tarnogród)

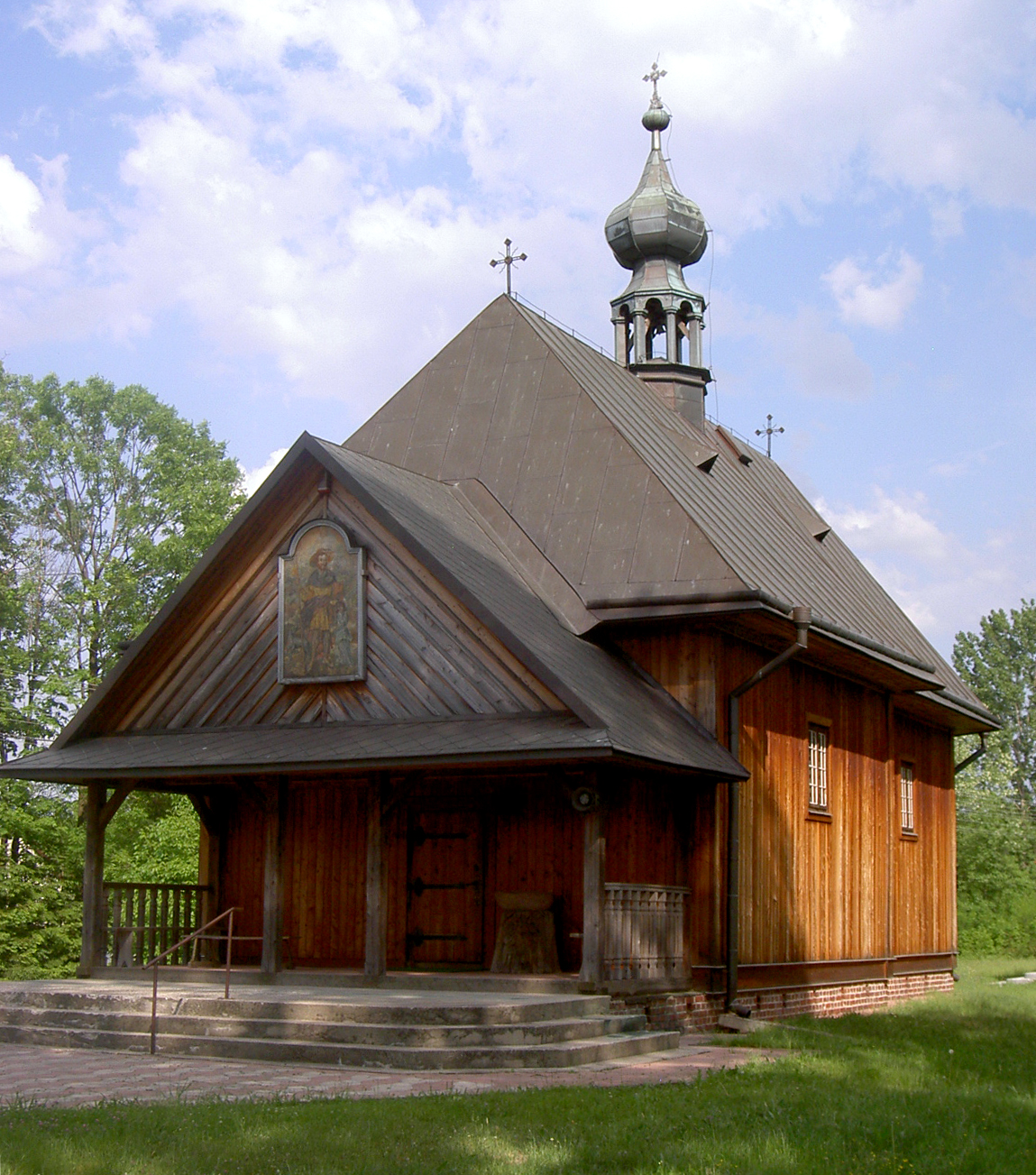
Kościółek św. Rocha

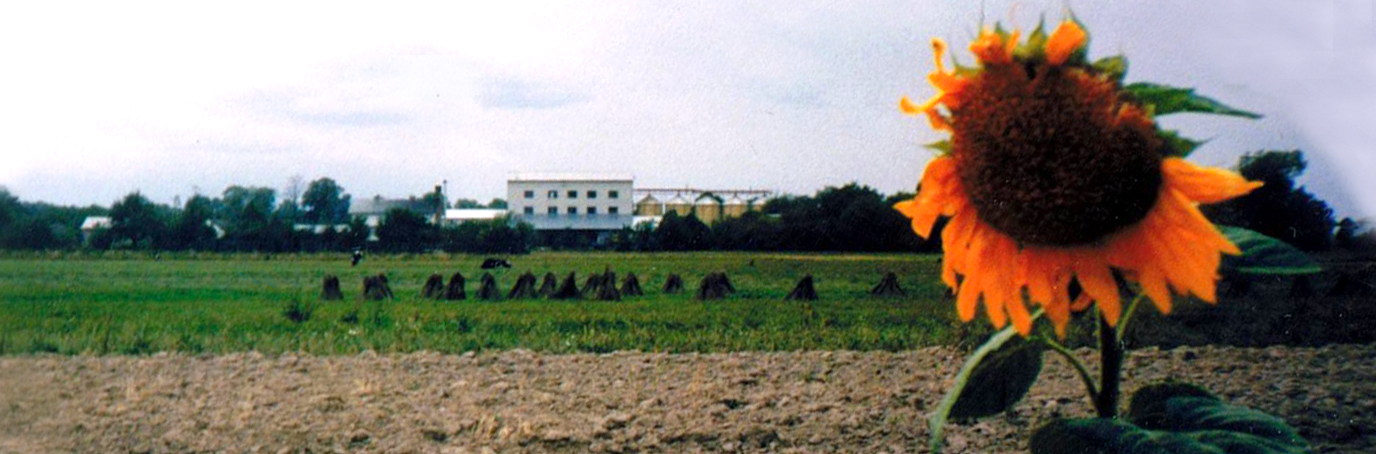
Pola i młyn

Błonie (dawniej Przedmieście Błonie) – część miasta Tarnogrodu, znajdująca się na południu miasta. Jest to jedno z czterech przedmieść Tarnogrodu, a zarazem nazwa ulicy wiodącej ku wsi Jastrzębiec. Nazwa podchodzi od staropolskiego słowa błonie, oznaczającego dużą przestrzeń lub równinę pokrytą trawą.
Przedmieście Błonie to także jedna z pięciu dzielnic Tarnogrodu. Przewodniczącą Zarządu Dzielnicy w 2009 roku była Irena Postrzech. 
Dzielnica rozpościera się po obu stronach głównej drogi wojewódzkiej nr 835 (ul. 1 Maja). Błonie ma charakter mieszkaniowo-przemysłowy. Główną zabudowę dzielnicy stanowią domy jednorodzinne. Największe i najnowsze ich skupisko znajduje się po stronie zachodniej, na osiedlu położonym między ulicami Przedmieście Błonie, 1 Maja, 1 Stycznia i 3 Maja.
Do głównych zabytków Błonia należą kościółek św. Rocha (1600-1624) i Kopiec Kościuszki (1917). W obrębie dzielnicy jest zalew i staw Rogalówka.
Ulice w obrębie dzielnicy to Wojska Polskiego, 1 Maja, 1 Stycznia, 3 Maja, Dolna, Konopnickiej Marii, Kosynierów, Kościuszki Tadeusza, Mickiewicza Adama, Nowa, Ogrody, Polna, Klonowa, Przedmieście Błonie, Reymonta Władysława, Sienkiewicza Henryka, Słąki Floriana i Spokojna.